# 1914年9月4日月食
1914年9月4日月食为一次在协调世界时1914年9月4日出現的月偏食。該次月食半影食分為1.939、全影食分為0.863。偏食維持了98分。

## 概述
這次月食的食分是22.83，偏食維持了98分。

## 基本參數
- 類型：月偏食
- 食甚資料：
  - 日期：1914年9月4日
  - 時間：13:55
  - 月球位置：赤經22.83度、赤緯-6.9度
  - 食分：半影食分：1.939、全影食分：0.863
  - 持續時間：偏食98分

## 外部連結
- NASA月食專頁（页面存档备份，存于）（英文）